# Jennifer Melfi
La dottoressa Jennifer Melfi, interpretata dall'attrice Lorraine Bracco, è uno dei personaggi chiave della serie televisiva I Soprano: è la psicoanalista a cui il boss mafioso Tony Soprano si rivolge per curare i suoi attacchi di panico.
In italiano è doppiata da Emanuela Rossi.

## Biografia del personaggio
Di origini italoamericane (la sua famiglia proviene da Caserta), la dottoressa Melfi è il personaggio con cui il boss si è maggiormente confidato durante l'arco delle sei stagioni della serie; nemmeno la moglie Carmela è a conoscenza di eventi della vita di Tony che invece sono emersi durante le sedute con Melfi.
Nella vita privata Melfi è divorziata da Richard LaPenna e ha un figlio, Jason. Combatte inoltre con un principio di alcolismo e si rivolge anch'ella a uno psicoanalista, il dottor Kupferberg (interpretato dallo storico del cinema e regista Peter Bogdanovich).

## Caratterizzazione

### Rapporto con Tony Soprano
Il rapporto fra paziente e terapista è stato improntato dall'ideatore della serie David Chase all'insegna dell'ambiguità: una continua attrazione ha legato i due personaggi che, di volta in volta, li ha portati ad allontanarsi, cercarsi e riavvicinarsi.
Melfi ha però sempre respinto le avance di Tony, cercando di mantenere il rapporto su un piano strettamente professionale. Tony, d'altro canto, spesso vede in lei la donna ideale: ne apprezza l'eleganza, il fatto di sapere ascoltare, ne loda l'intelligenza e ne è attratto irresistibilmente.
Nella stagione 1, di certo la più burrascosa nel rapporto fra i due, la dottoressa abbandona il suo studio perché potenzialmente in pericolo di vita, dopo che si era diffusa la notizia che il boss era in analisi.
Richiamata da Tony un anno dopo (stagione 2) Melfi prima sembra decisa a non riprendere la terapia, poi rivela una debolezza di fondo e insiste ella stessa per ricominciare le sedute.
In seguito, dopo la morte della madre di Tony, Livia (ep. 28), tenta la carta della terapia di coppia, coinvolgendo nell'analisi anche Carmela.
Quando i due si separano Tony inizia un corteggiamento verso la dottoressa: sebbene lusingata dalle sue attenzioni mantiene il rapporto su un piano strettamente personale.
Il rapporto dura fino a quando il dottor Kupferberg, dopo averla ripetutamente consigliata di abbandonare le sedute con Tony, le mostra gli articoli e gli studi sull'inadeguatezza delle sedute con sociopatici, che sembrerebbero rafforzarli nelle loro convinzioni.

### Caratteristiche narrative del personaggio
Le vicende della dottoressa Melfi sono sempre state mostrate in rapporto all'influenza che esse hanno avuto su Tony o viceversa. Il suo studio è stato generalmente il luogo di incontro e scontro fra i due, in un'evidente metafora fra due visioni e interpretazioni della realtà e della società americana: da una parte la legalità, l'intransigenza e la perseveranza, la fede nella scienza; dall'altra l'irresponsabilità, l'irrequietezza, i dubbi e la facile strada verso il successo compiuta attraverso il crimine.
L'episodio che più degli altri evidenzia questa differenza di vedute è l'episodio 30 della terza stagione, in cui Melfi viene violentata all'uscita dal suo studio.
Toccando sulla propria pelle il dolore e la violenza la dottoressa si rivolge alla polizia, come la sua indole e i suoi valori la portano a fare: ma quando la polizia si dimostra incapace di trattenere il giovane sospettato, che addirittura continua a lavorare nel suo fast food e diviene perfino commesso del mese, in lei esplode un desiderio di vendetta che fatica a trattenere. Sapendo di potere contare su Tony, ma anche consapevole delle conseguenze che la sua richiesta di aiuto avrebbe avuto nella sua vita, Melfi si trattiene fino all'ultimo, dimostrando un'integrità assoluta di valori.
Questa stessa integrità è alla base della sua decisione di sospendere i trattamenti con Tony (ep. 85). Pur andando contro il suo codice deontologico Melfi ritiene che alimentare la personalità ambigua e criminale di Tony sia un male verso la società in cui vive e vada contro le sue convinzioni, sebbene il rapporto instaurato durante gli anni con Tony renda difficile la scelta.
In alcune occasioni con il suo psicoterapeuta la dottoressa dichiarerà un'attrazione verso Tony, alla quale però non darà alcun seguito.

### Sogni di Jennifer
Anche l'inconscio di Melfi viene mostrato, in un paio di occasioni, attraverso i sogni:
- ep. 30: Stupro: dopo il drammatico stupro la dottoressa rivive l'esperienza in sogno. Nel suo studio si avvia verso un enorme distributore automatico, inserendo della pasta al posto delle monete: rimane incastrata con il braccio al suo interno, mentre un rottweiler incatenato e furioso se ne sta dietro di lei ringhiando. Quando si riavvicina lo stupratore lei è ancora incastrata e non riesce a opporre resistenza: ma il cane si getta sul ragazzo azzannandolo.